# Pseudodoros psyllidivorus
Pseudodoros psyllidivorus är en tvåvingeart som beskrevs av Seguy 1953. Pseudodoros psyllidivorus ingår i släktet Pseudodoros och familjen blomflugor.
Artens utbredningsområde är Elfenbenskusten. Inga underarter finns listade i Catalogue of Life.